# Бирюлёвский дендрарий
Бирюлёвский дендрарий (Бирюлёвский дендропарк) — парк-питомник, созданный в 1938 году для отбора наиболее устойчивых к умеренному климату Москвы древесных пород. Предполагалось, что как саженцы, так и выработанные методы работы с деревьями и кустами должны найти применение в озеленении города. Второй среди московских парков после Ботанического сада по количеству редких пород деревьев и кустарников. Открытые источники не сообщают о том, что после 1990 года в Дендропарке ведётся научно-селекционная работа.

## География
Парк расположен на территории Бирюлёво Восточное в западной части Бирюлёвского лесопарка, входящего в состав природно-исторического парка Царицыно.
Площадь дендропарка — 135,3 га, включая 5-й квартал Бирюлёвского лесопарка и прилегающие к парку природные территории. На примерно 520 маточных площадках высажено не менее 188 видов, сортов и форм древесно-кустарниковой растительности, проложена дорожная сеть и устроено три водоёма.

## История

### С 1938 по 1970-й год
Дендропарк создан в 1938 году инженером-дендрологом Всеволодом Константиновичем Полозовым на месте бирюлёвской Пожарной Пустоши.
Первым делом Полозов занялся подготовкой территории и улучшением почвы. Около 20 га территории было очищено, вспахано и удобрено. Для улучшения качества и структуры почвы в качестве зелёного удобрения использовали люпин. Для посадки брали 2-3-летние саженцы, выращенные в устроенном на территории дендрария питомнике из семян и черенков. Привозной посадочный материал, как правило, исключался. Крупные лиственные — дуб, конский каштан и орехи — высевались семенами в места их постоянного произрастания. Посадки пропалывали и рыхлили 3-4 раза за сезон.
Группы растений отделялись друг от друга луговыми газонами или посадками декоративных травянистых многолетников. В каждую грядку высаживалась одна древесная порода и один или несколько видов кустарников. Две древесные породы высаживались рядом только если их экологическое соседство было обосновано или когда они являлись спутниками друг друга в природных сообществах. Площадь гряды вычислялась исходя из размеров кроны одного взрослого дерева. Это делалось для того, чтобы каждое растение чувствовало себя свободно, кроны деревьев не деформировались при росте и все декоративные качества растения можно было рассмотреть.
Немецкая аэрофотосъёмка 1942 года показывает, что за 4 года дендрологические работы охватили около 70 % территории Дендропарка в границах Бирюлёвского ручья от впадения Черепишки до нынешней сакуровой рощи и северного оврага. Согласно экспликации парковых объектов, созданной на основе датировки по данным проекта OpenStreetMap некоторые маточные площадки дендропарка сохранили свою геометрическую форму, как минимум, с 1942 года.

### В 1970-х годах

Виды дендрария до 1975 года
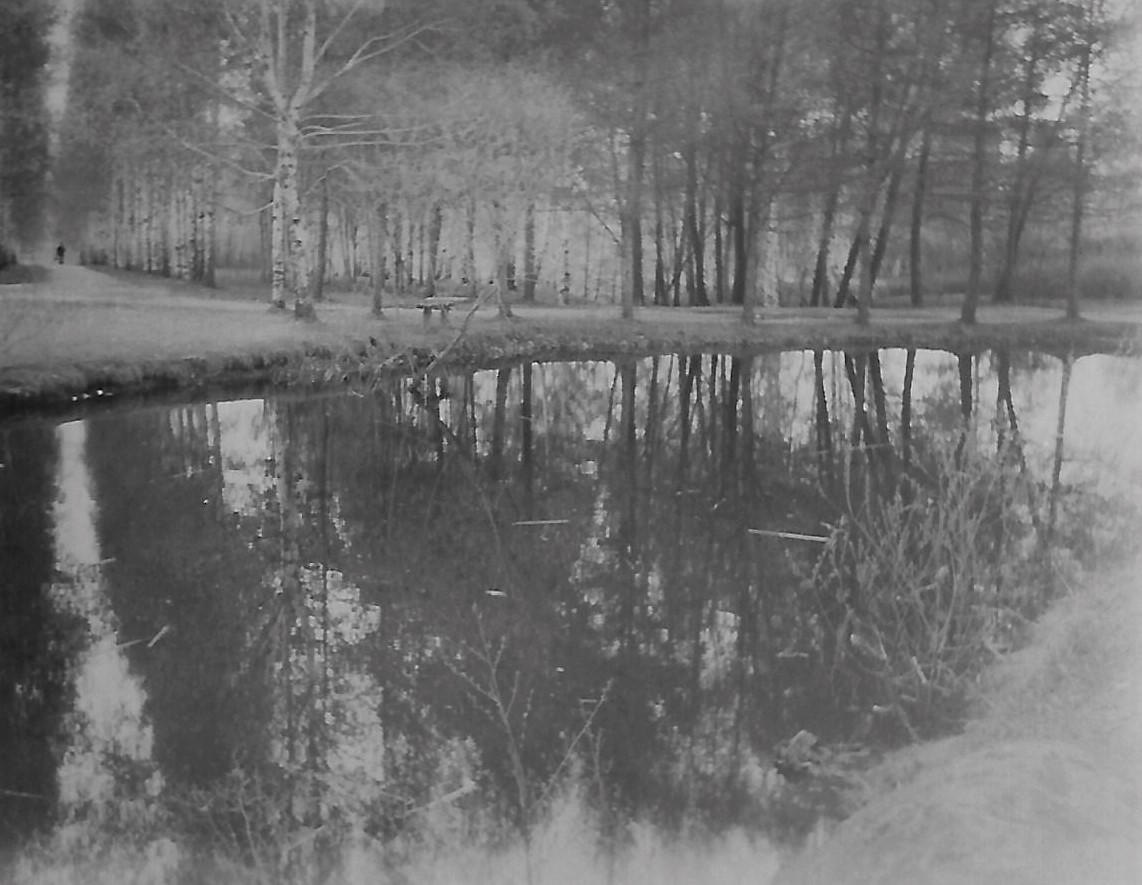
Центральный пруд
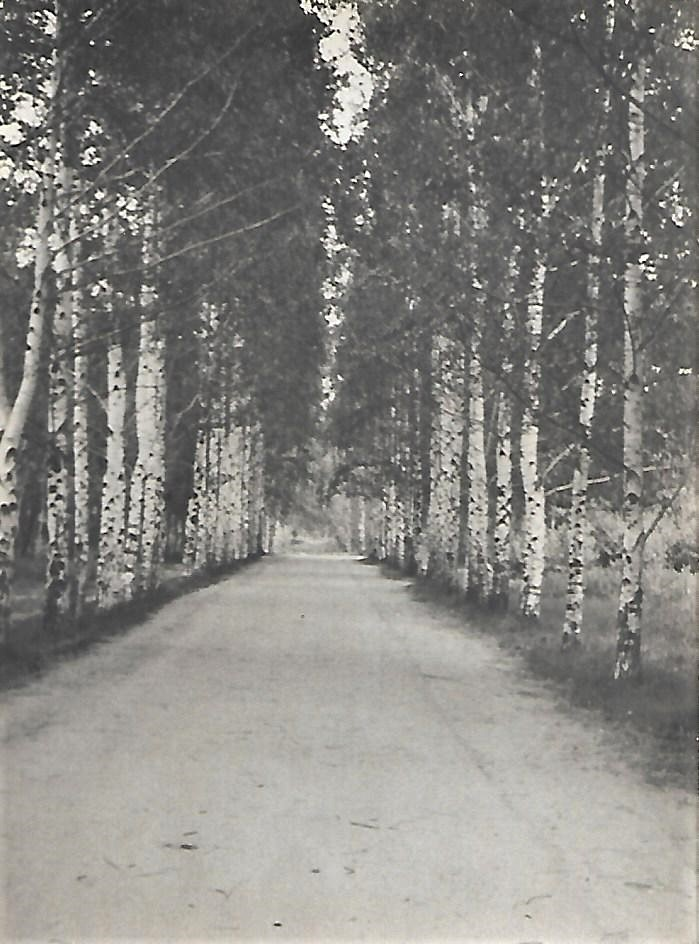
Берёзовая аллея
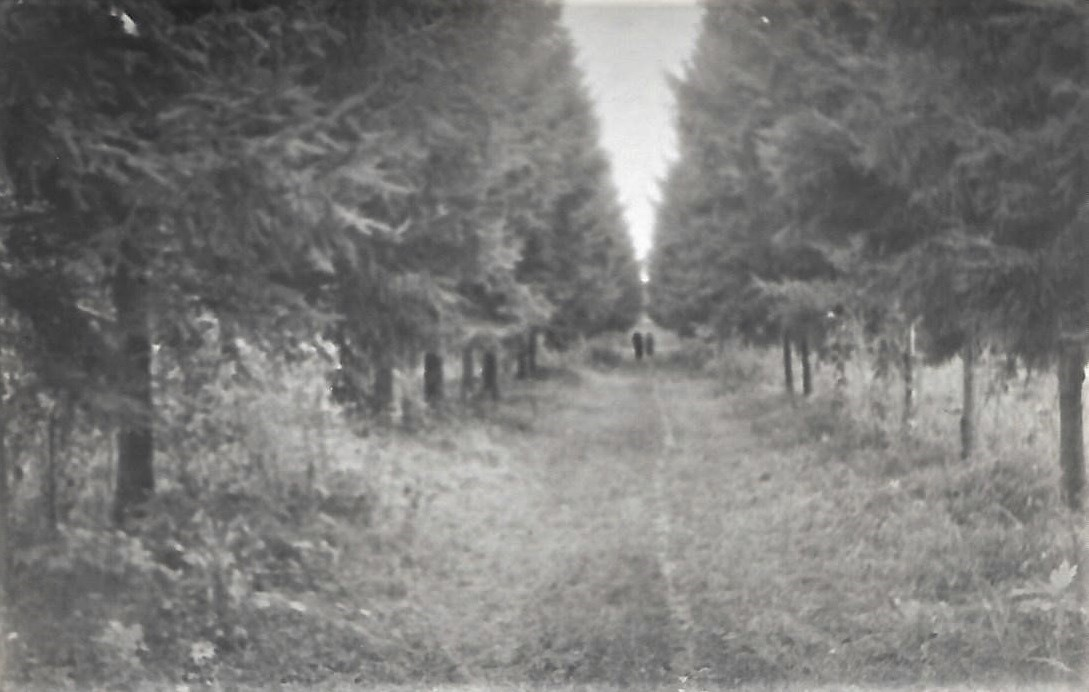
Большая еловая аллея
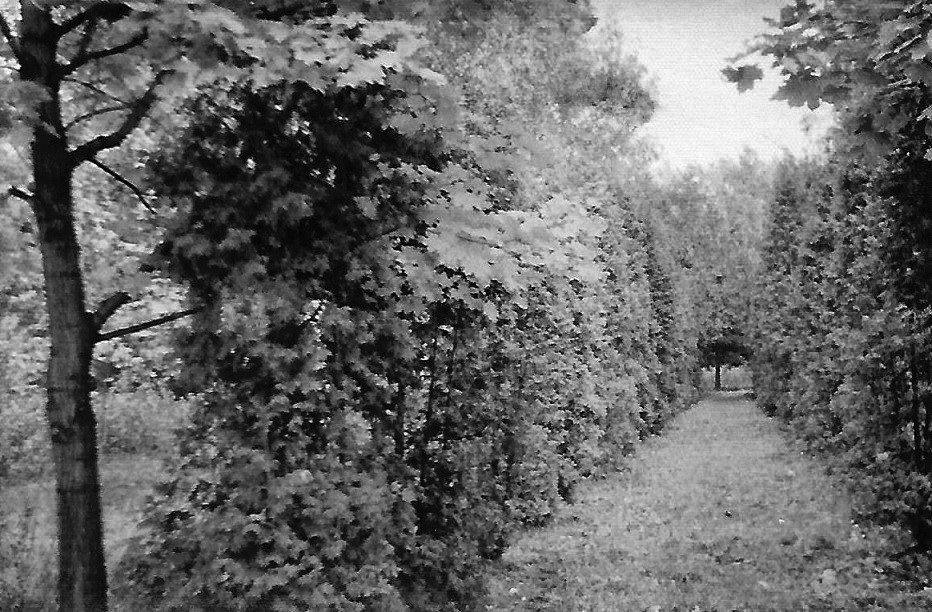
Малая туевая аллея
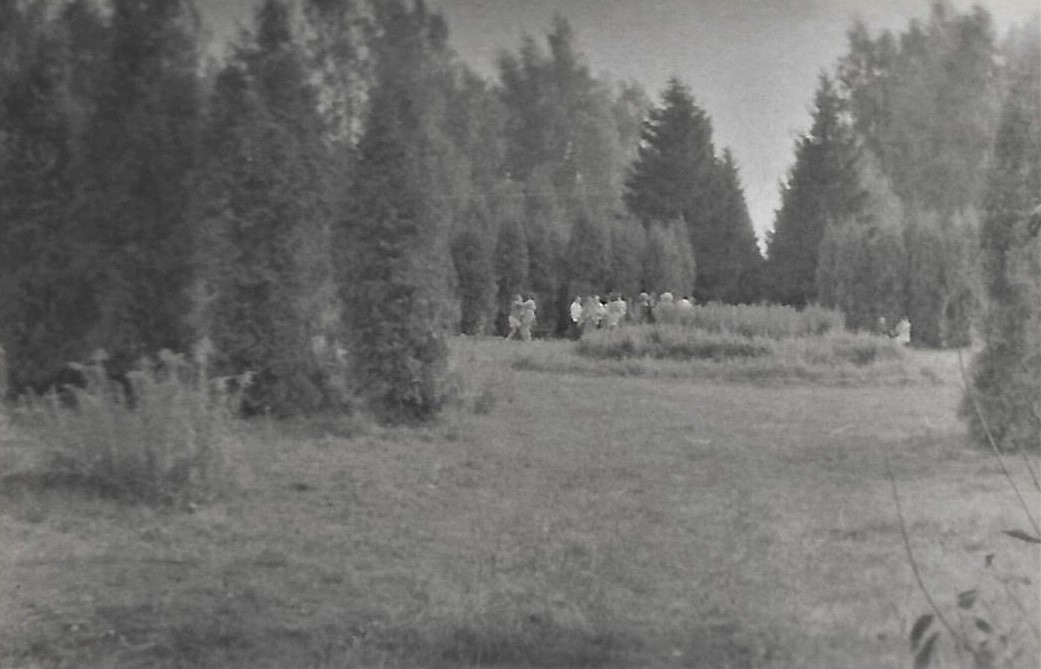
Туевый круг или большой круг или центральная клумба

В 1970-х годах, в связи с массовой жилой застройкой прилегающей местности и превращением парка в городской было произведено расширение дендропарка относительно исторической территории в западном направлении до Липецкой улицы, а позднее в южном направлении до станции Обменная.

### В 1980-х годах
В первой половине 1980-х годов состоялась крупная реконструкция дорожной сети и малых архитектурных форм в Дендропарке. Тогда многие дорожки дендропарка (Большая и малая туевые аллеи, аллеи венгерской сирени) были замощены бетонными плитками или заасфальтированы (большая лиственничная, каштановая, сиреневая, рябиновая и дуговая аллеи, запад берёзовой и юг вязовой аллей). В парке были установлены деревянные фигуры, построены деревянные пешеходные мосты, спортивные и детские площадки, беседки.

### В 1990-х годах
В начале 1990-х годов расчистка участков дендропарка от самосева прекращена. Примерно тогда же прекращается научно-селекционная работа на маточных площадках и восполнение выбывающих деревьев.

Некоторые виды дендропарка в 1990-х годах и до 2004 года
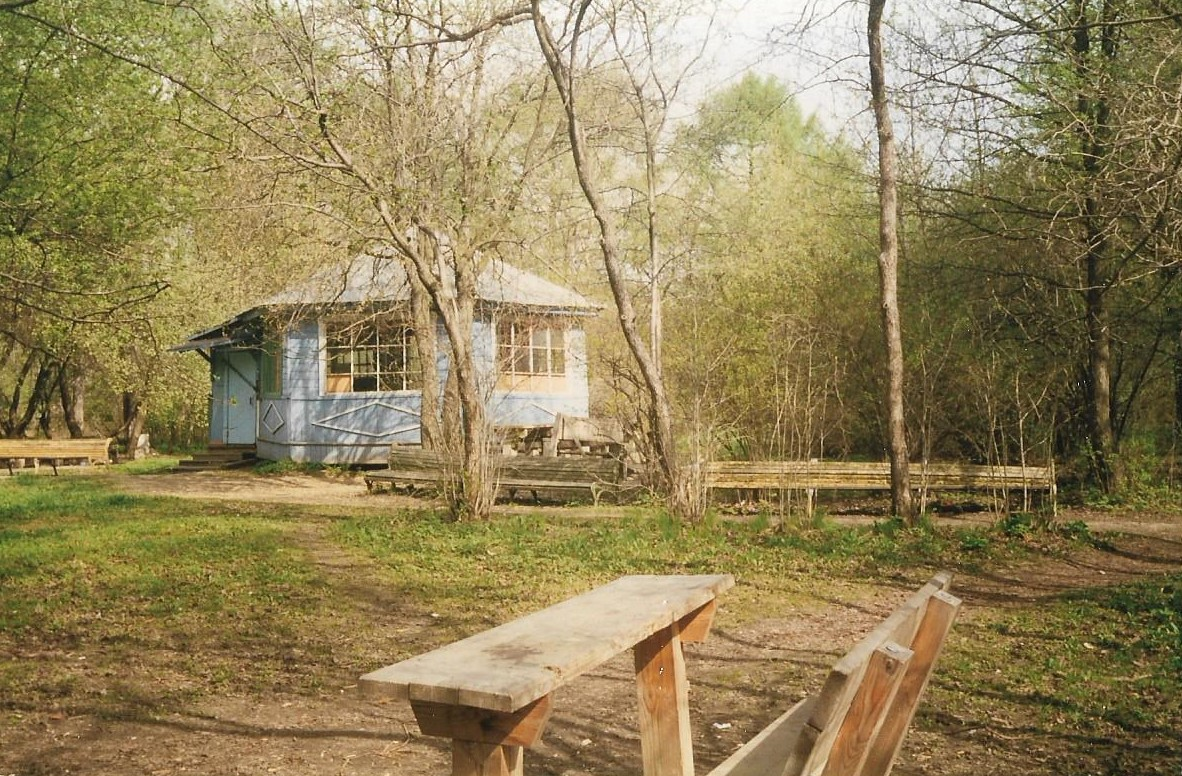
Шахматный павильон
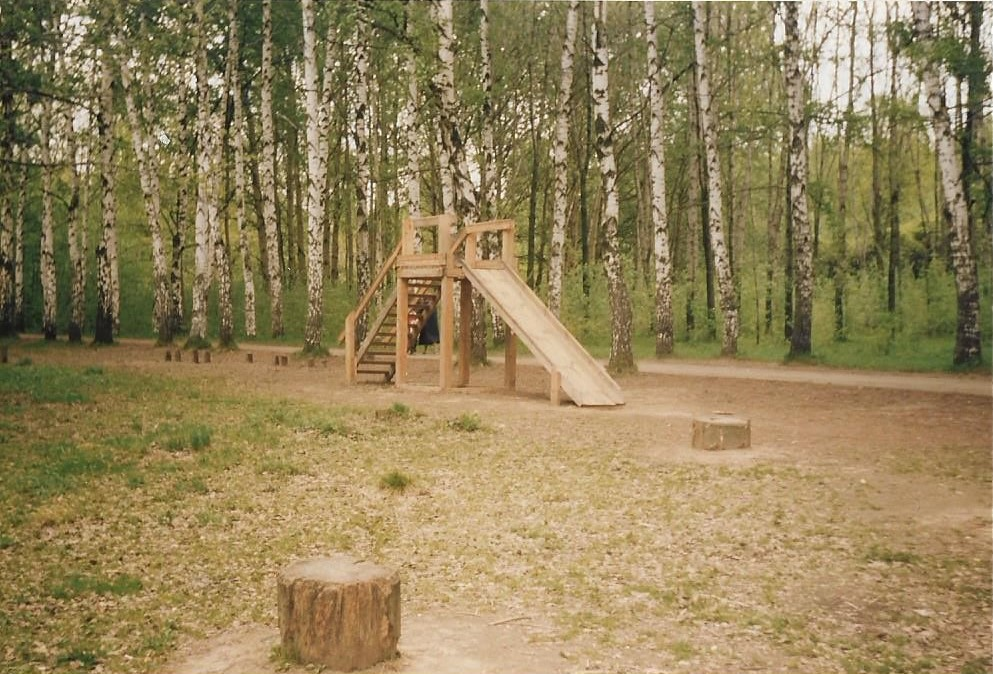
Площадка у Берёзовой аллеи
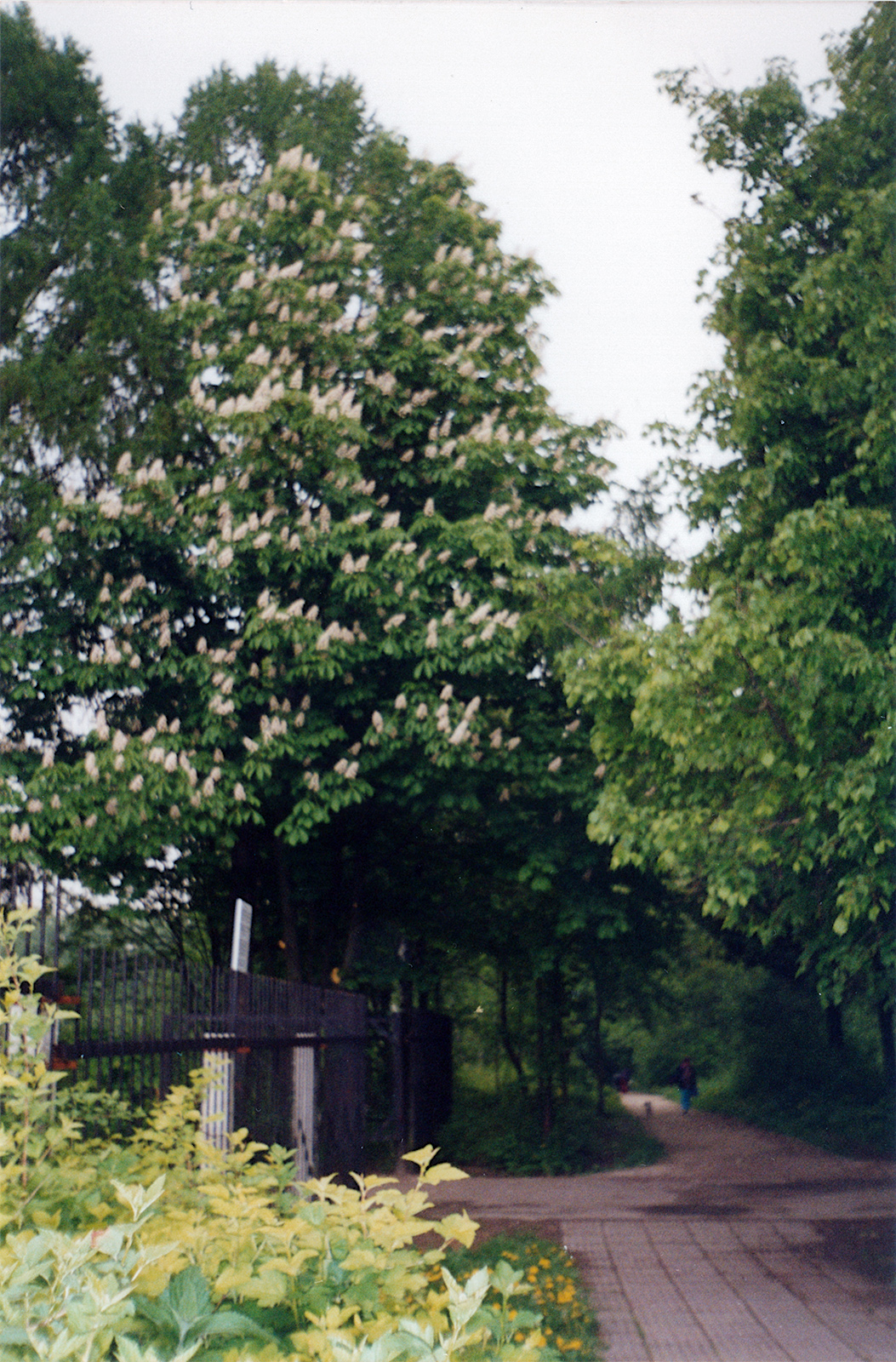
Вид на перекрёсток каштановой аллеи и западной дорожки
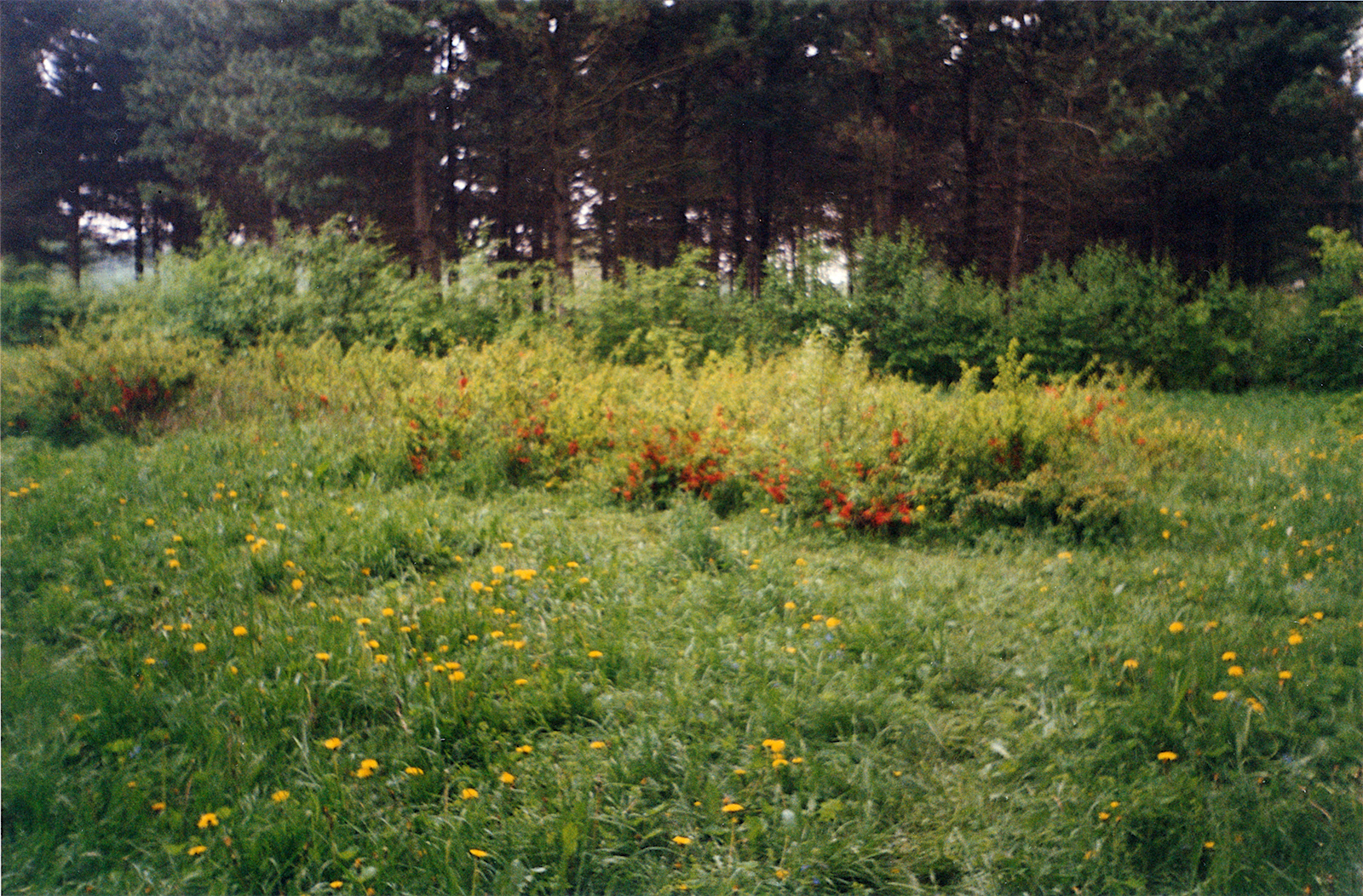
Цветущая айва японская
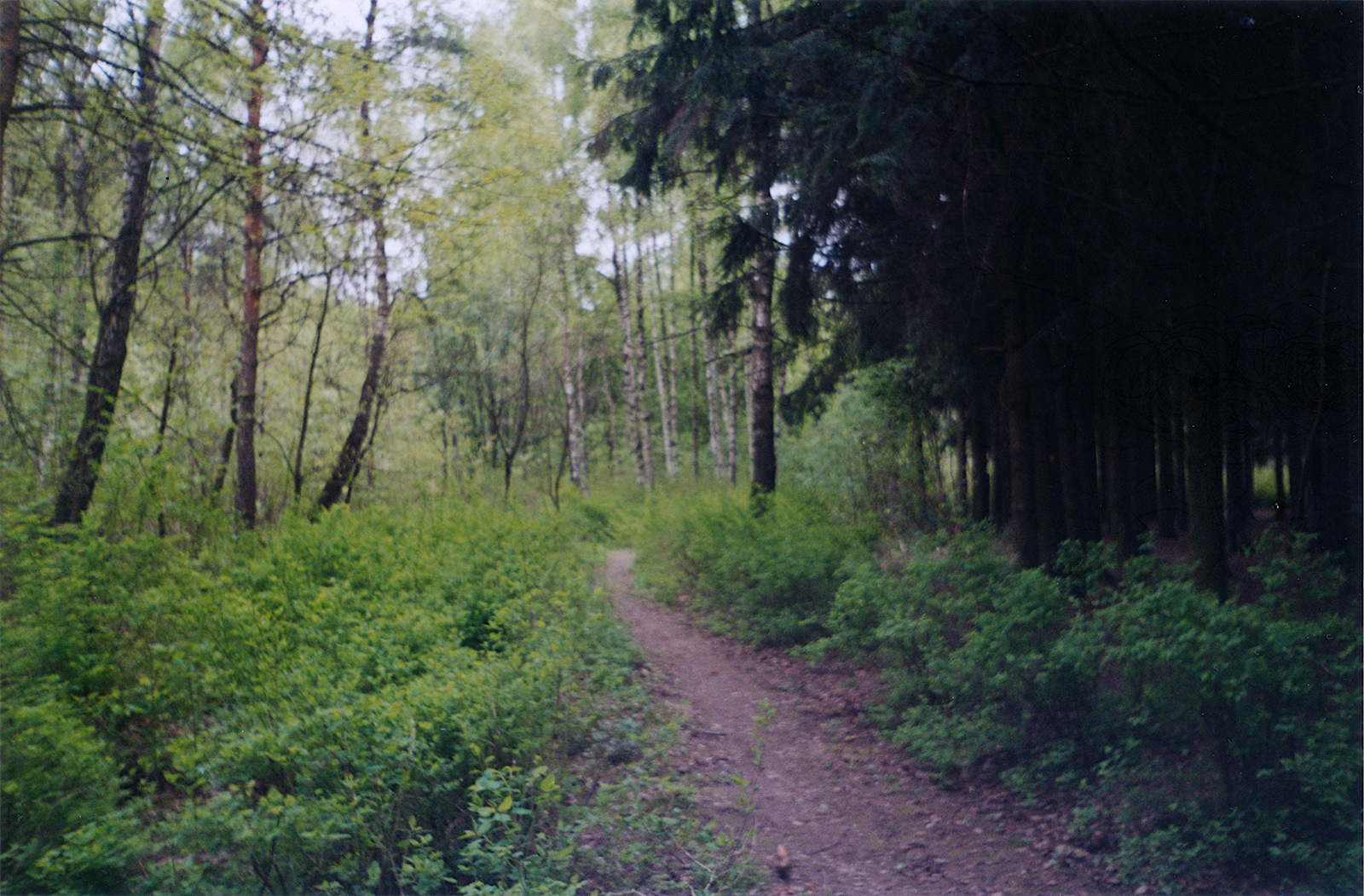
Спиреевая тропа на границе участков 8 и 9
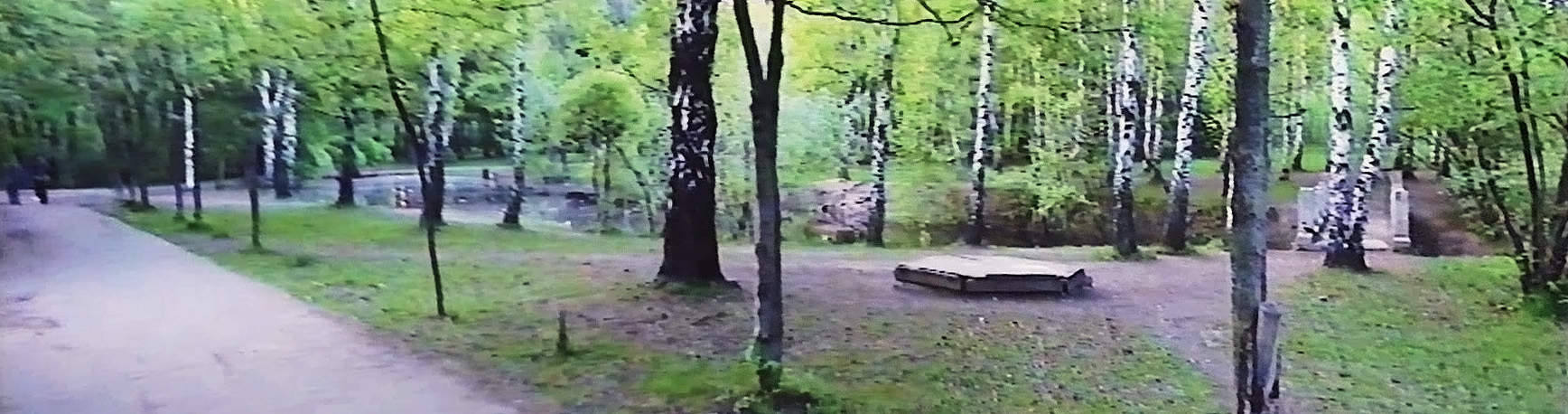
Центральный пруд с рябиновой аллеи
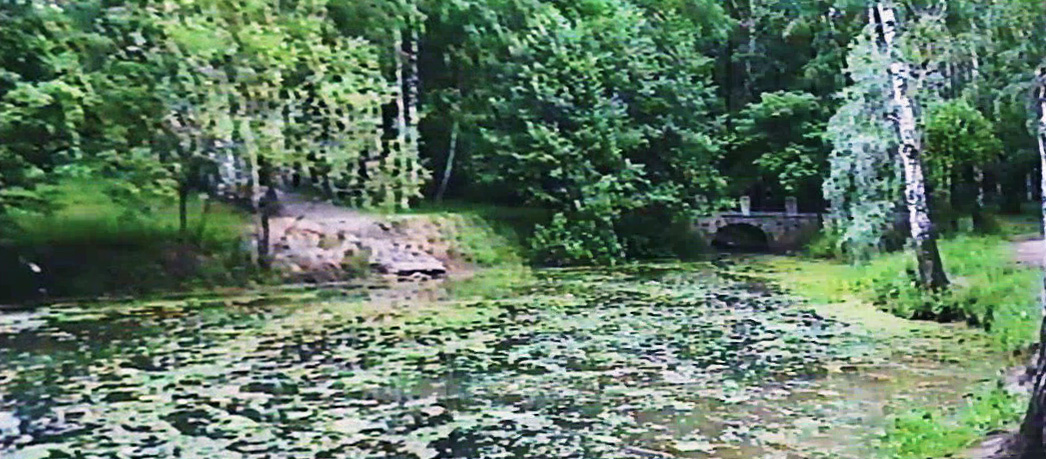
Центральный пруд и мост
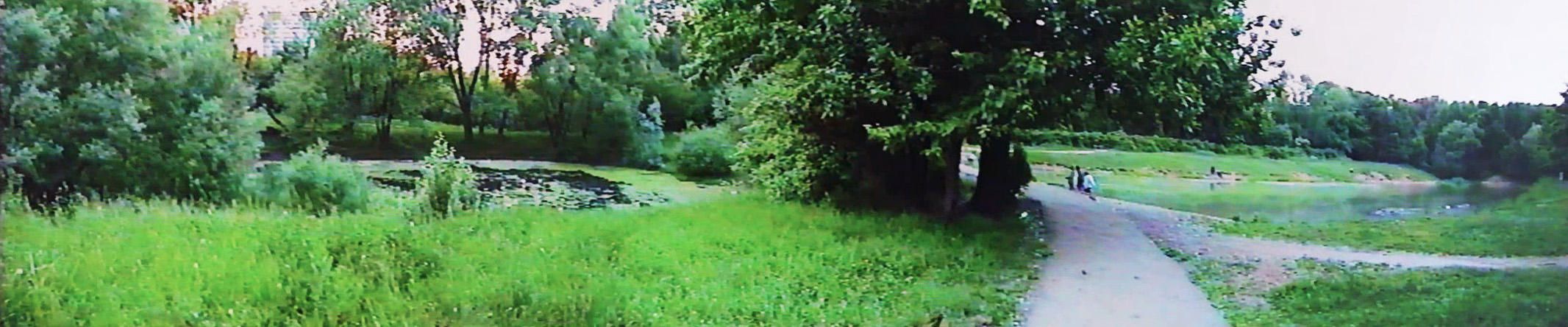
Вид от входа от остановки «Липецкая улица»

### В 2000—2017 годах
Около 2002 года созданы мосты с металлическим каркасом через овраг в створе большой туевой аллеи и выше первого пруда на Бирюлёвском ручье.
В 2005 году заложена экспозиционная площадка хвойных.
В 2008 году заложена экспозиция редких видов растений на участке 46.
В апреле 2008 года были созданы малые архитектурные формы из лакированного дерева от участка 47 по дороге в ближнюю дубовую рощу.
30 октября 2010 посажено 15 сакур, в дар жителям города Москва, от Мияниси Ютака (подданный Японии) - почетным гражданином города Южно-Сахалинск. Установлен памятный камень в 2014 году.
Ледяной дождь конца декабря 2010 года причинил большой ущерб многим посадкам дендропарка, в особенности посадкам туи западной.

### После 2017 года
Зимой 2017—2018 года была завершена реконструкция прудов Дендропарка, устройство амфитеатра и набережных Бирюлёвского ручья. В январе 2018 года осуществлены масштабные восстановительные посадки на некоторых аллеях и вновь созданных маточных площадках.
Уничтожение одной из посадок каштановой аллеи в ходе реконструкции вызвало скандал, в результате чего аллея имеет северную обсадку из каштанов 1940-х годов посадки и южную обсадку из каштанов 2018 года посадки.
Зимой 2019—2020 года завершена самая масштабная за 50 лет расчистка маточных площадок и аллей и насаждений. Планировалось высадить до 50 тысяч новых саженцев и расширить видовую коллекцию. В апреле 2020 г. в парке установлены информационные таблички по видовому составу растительности.

## Предыстория местности
На картах 1923 и 1929 годов видны сохранившиеся до сегодняшнего дня планировочные решения:
- дорога на месте современной аллеи от пруда «Шоколадка» к железнодорожным путям (она же вероятно 4-й и 8-й лучи старой планировки)[23]
- дорога от остановки «Липецкая улица» до Пихтовой аллеи;
- дорога на участке Большой или 1-й Еловой аллеи от пересечения с Пихтовой аллеей до Малого круга или чуть западнее;
- дорога на месте большей части северной половины Тополевой аллеи.

На топографической карте Московской губернии генерала Шуберта 1832 года есть разграфка, сохранившаяся в современном облике парка и повлиявшая на планировку аллей в центральной части исторического дендрария.

## Флора

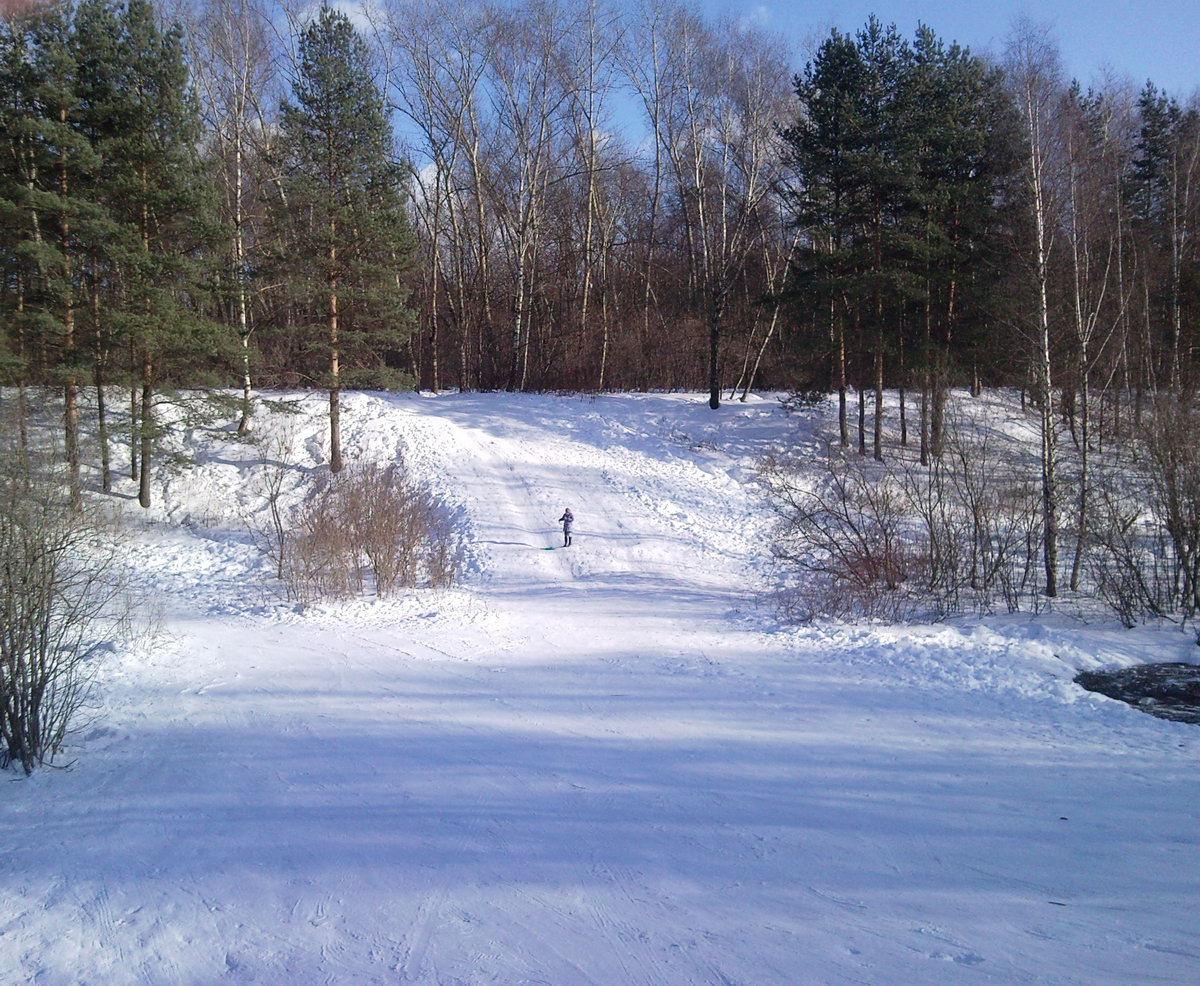
Снежная горка в Бирюлевском дендропарке

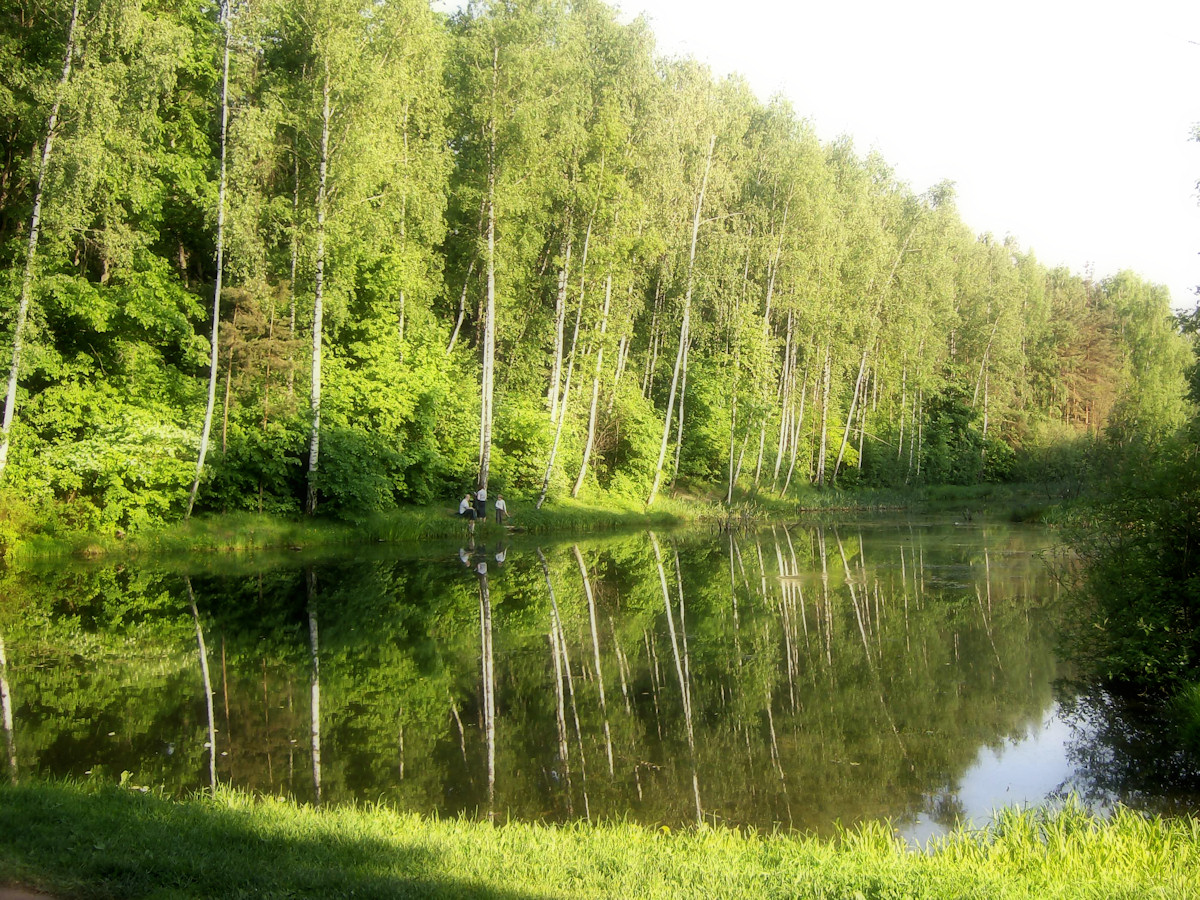
Нижний пруд на Бирюлёвском ручье у главного входа в парк

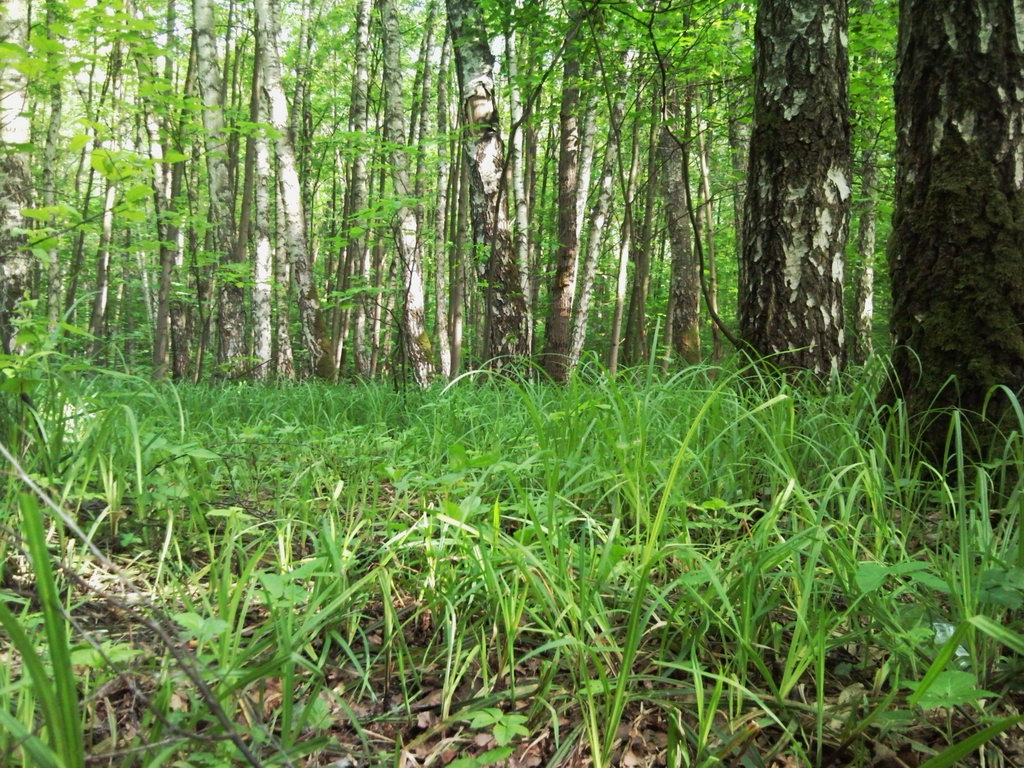
Берёзовая роща

Официально признанная часть коллекции отражена в видовых табличках, установленных у маточных площадок исторической части дендрария в апреле 2020 года. По данным проекта OpenStreetMap в дендропарке произрастает (на маточных площадках, в их обсадках и обсадках аллей) около 250 видов растений. Обновляемые данные по растительности, аллеям и др. выведены в публичную парковую экспликацию.
Из произрастающих в парке видов наибольшую ценность для озеленения Москвы представляют интродуценты — завезенные из Северной Америки и Дальнего Востока виды деревьев и кустарников — сосна кедровая сибирская и веймутова, пихта сибирская и одноцветная, лжетсуга Мензиса, береза бумажная, бархат амурский, белая акация, аралия маньчжурская, скумпия, дейция шершавая, виноград прибрежный. 33 га территории занимают насаждения естественного происхождения: сосна, дуб, клён, вяз, липа, осина, тополь. Большую часть занимают березняки. В парке обустроены поляны с декоративными кустарниками, группы из ели сизой, аллеи из туи западной и др. Есть сакуровая роща. В 2010 году, в качестве подарка от японского мецената, в парк завезли и высадили 80 саженцев сакуры.
Часть территории парка занята маточными площадками акации белой, абрикоса маньчжурского, клёна зелёнокорого, туи западной формы гребенчатой, кедра сибирского, ивы плакучей, дуба красного, кипарисовика горохоплодного формы нитевидной, пихты цельнолистной, ореха маньчжурского, вейгелы цветущей, гортензии метельчатой, форзиции европейской, рощей из сибирского кедра. В парке акцентированы 15 аллей:
| №  | Наименование аллеи             | Протяжённость (в метрах)   | Виды деревьев                             | § из паспорта ОКН                                      | сохранность на 2022 г.                                                                       |
| -- | ------------------------------ | -------------------------- | ----------------------------------------- | ------------------------------------------------------ | -------------------------------------------------------------------------------------------- |
| 1  | Берёзовая аллея                | 595                        | Берёза плакучая                           | 4.3.4.                                                 | хорошая, утрачены и восполнены отдельные деревья                                             |
| 2  | Еловая аллея (большая)         | 585, 620 с учётом площадок | Ель европейская                           | 4.3.3.                                                 | хорошая, утрачены и восполнены отдельные деревья                                             |
| 3  | Кленовая аллея (большая)       | 352                        | Клён остролистный                         | 4.3.7.                                                 | отличная, потерь нет                                                                         |
| 4  | Каштановая аллея               | 200                        | Конский каштан                            | 4.3.2.                                                 | южная обсадка была вырублена со скандалом в 2018 году, см. https://vk.com/wall-33521096_2818 |
| 5  | Вязовая аллея                  | 220                        | Вяз гладкий                               | 4.3.8.                                                 | фактически утрачена между 2002 и 2008 г., остались несколько вязов не образующих ряд обсадки |
| 6  | Липовая аллея (большая)        | 708                        | Липа мелколистная                         | 4.3.5.                                                 | отличная, потерь нет                                                                         |
| 7  | Липовая аллея (малая)          | 250                        | Липа крупнолистная                        | 4.3.6.                                                 | отличная, потерь нет                                                                         |
| 8  | Туевая аллея (большая)         | 360                        | Туя западная                              | 4.3.14.                                                | В северной части есть значительные утраты, восполнены частично                               |
| 9  | Туевая аллея (малая)           | 150                        | Туя западная                              | 4.3.15.                                                | С 2011 года утраты в восточной части, не восполнены                                          |
| 10 | Рябиновая аллея                | 400                        | Рябина обыкновенная                       | 4.3.10. (Большая рябиновая), 4.3.11. (Малая рябиновая) | Больше половины утрачено, была попытка восстановления                                        |
| 11 | Аллея белой акации             | 490                        | Белая акация                              | 4.3.12. Робиниевая (белой акации)                      | Больше половины утрачено, была попытка восстановления                                        |
| 12 | Лиственничная аллея            | 435                        | Лиственница сибирская                     | 4.3.1.                                                 | Небольшие утраты, в основном успешно восполнены в 2021 г.                                    |
| 13 | Ясеневая аллея                 | 190                        | Ясень обыкновенный / Ясень пенсильванский | 4.3.9.                                                 | Больше половины утрачено, была попытка восстановления                                        |
| 14 | Пихтовая аллея                 | 250                        | Пихта сибирская                           | 4.3.13.                                                | Утрачено более 70%, аллея под угрозой. Попытка восполнения в 2020 году не удалась.           |
| 15 | Сиреневая аллея (47-й участок) | 210                        | Разные виды сирени                        | 4.3.16.                                                | есть потери кустов                                                                           |

## Фауна

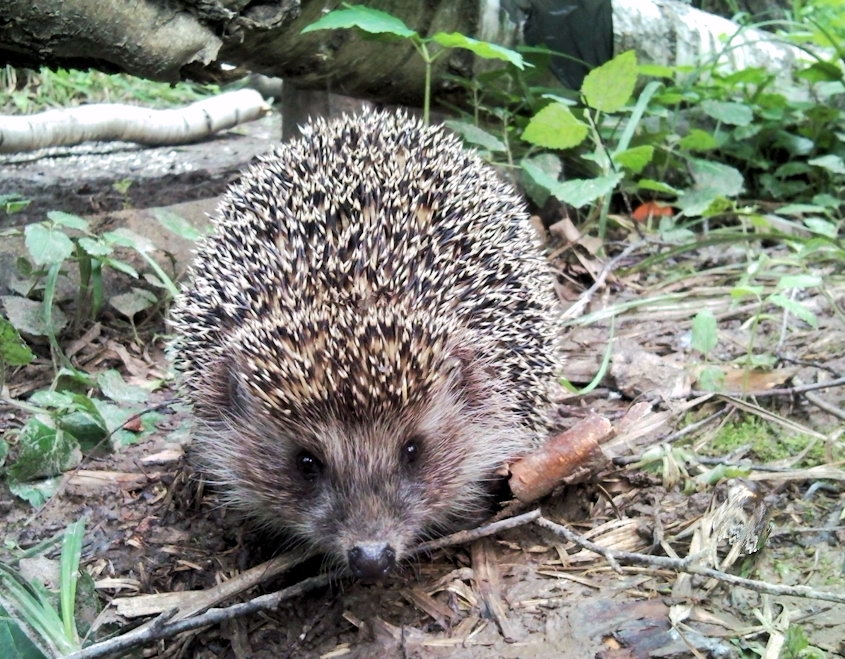
Ёж обыкновенный в Бирюлёвском дендропарке

В лесопарке обитают мелкие звери — крот, белка, заяц-беляк, ёж, ласка, горностай — и птицы — ушастая сова, иволга, певчий дрозд, лесной конёк, корольки, три вида представителей семейства соколиные и филин обыкновенный. Амфибии представлены тремя видами, два из которых занесены в Красную книгу Москвы: озерная лягушка, травяная лягушка и обыкновенный тритон.

## Ценные видовые раскрытия в дендрарии, являющиеся компонентами объекта культурного наследия[34]
- Виды дендропарка перед его центральным и южным входами.
- Виды нижнего пруда южного оврага и экспозиция хвойных растений южная.
- Вид большой поляны.
- Перспектива лиственничной аллеи.
- Вид развилки каштановой и большой липовой аллей.
- Перспектива каштановой аллеи.
- Перспективы березовой аллеи.
- Вид пруда в центральном овраге.
- Вид мостика у пруда в центральном овраге.
- Вид лиственничной аллеи и коллекционной группы сосен румелийских.
- Вид развилки лиственничной и еловой аллей.
- Вид коллекционной группы елей европейских.
- Перспектива кленовой аллеи.
- Перспективы еловой аллеи.
- Вид площадки большого туевого круга.
- Перспективы большой липовой аллеи.
- Перспектива пихтовой аллеи.
- Перспектива тополиной аллеи.

## Как добраться
- От метро «Царицыно» — автобусные маршруты м88, м87 до остановок «Элеваторная улица», «Педагогическая улица», «Бирюлёвский дендропарк»;
- От метро «Кантемировская» — автобусный маршрут 690 до остановок «Элеваторная улица», «Педагогическая улица», «Бирюлёвский дендропарк»;
- От метро «Кантемировская» — автобусный маршрут е80 до остановок «Элеваторная улица» или «Бирюлёвский дендропарк»;
- От станции «Бирюлёво-Товарная» — автобусные маршруты 162, 245 до остановок «Бирюлёвский дендропарк», «Педагогическая улица» или «Элеваторная улица».
- От метро «Пражская» — автобусный маршрут 796 до остановки «Мебельная фабрика» с пересадкой на автобусный маршрут 162 до остановки «Бирюлёвский дендропарк».